# Engstligental

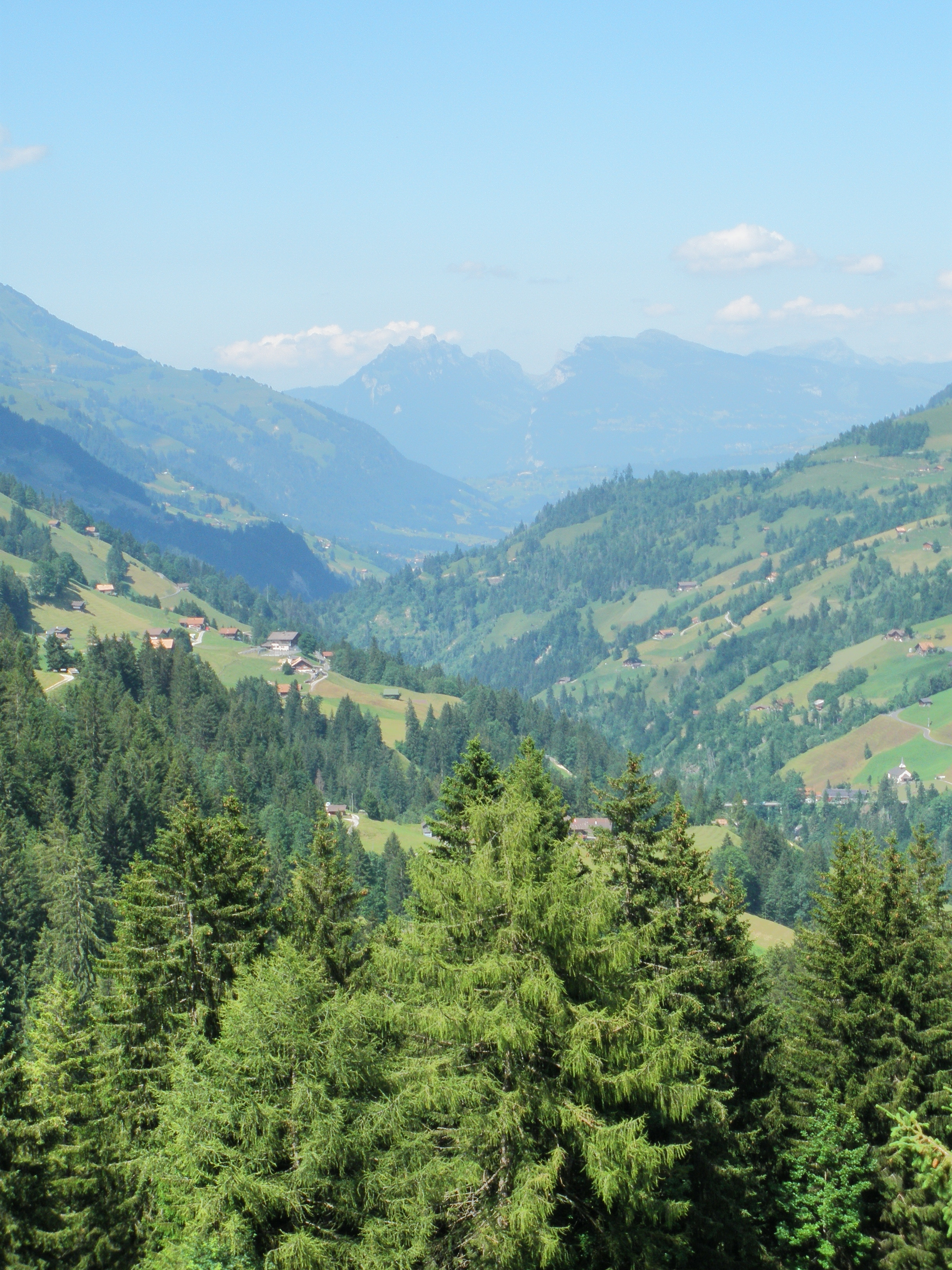
Engstligental nördlich von Adelboden

Das von der Engstlige durchflossene Engstligental, ein Seitental des Frutigtals, liegt im Schweizer Berner Oberland.

## Geographie
Das Engstligental beginnt nördlich des Wildstrubels unterhalb der Engstligenalp und zieht sich knapp 20 Kilometer weiter nach Norden, wo es sich bei Frutigen mit dem Kandertal vereinigt. Bis hierhin verliert es ungefähr 800 Meter Höhe. Es wird westlich von der Niesenkette, östlich vom Lohner und seinen Ausläufern sowie südlich vom Wildstrubelmassiv eingefasst.
Bekanntester Ort im Tal ist Adelboden, dessen Zentrum auf einer Terrasse über dem Tal liegt.
Oberhalb von Adelboden ist das Engstligental ein Trogtal mit zahlreichen Gehöften in der im Frutigland üblichen Streusiedlungsweise, die zur Bäuert Boden und Gemeinde Adelboden gehören. Ebenfalls zu Adelboden gehören die bewohnten Seitentäler Gilbach, Stiegelschwand und Bonderle.
Auf den Talschultern der Ostflanke liegen auf einer Höhe von 1800 bis 2000 Meter die Alpen Laueli, Bonderalp, Metschalp und Elsigenalp, auf der Westflanke die Alp Höchst. Weitere Alpen gibt es in den Seitentälern.
An der Westflanke des Tals liegt auch das Chuenisbärgli, das als die schwierigste Riesenslalompiste des Skiweltcups gilt.
Unterhalb von Adelboden bildet die Engstlige ein waldiges Tobel und die Besiedlung beschränkt sich auf einige Streusiedlungen. Am Osthang gehört die Bäuert Hirzboden zu Adelboden, die weiter unten gelegenen Bäuerten Achseten und Elsigbach zu Frutigen.
Die Westflanke unterhalb von Adelboden bis zum Niesen wird als Spissen bezeichnet. Die Talflanke ist durch bewohnte Bergrücken, genannt Spissen (von Spiss, schmales Stück Land) und tiefe felsige Bachtobel gegliedert, von Adelboden bis Frutigen. Den obersten Teil nehmen auch hier Alpen ein, die nach dem jeweiligen Spiss benannt sind. Auf 1000–1200 Meter sind die Spissen-Siedlungen auf einer abfallenden Terrasse, darunter führt ein bewaldeter Steilhang zur Talsohle. Die Spissen-Siedlungen gehören zur Gemeinde Frutigen, von Adelboden an abwärts handelt es sich um Rinderwald, Ladholz, Lintern, Kratzern, Gempelen, Zwischenbäch und Ried. Die einzelnen Spissen sind vom Tal durch Waldsträsschen erschlossen, als Querverbindung gibt es durch die Tobel nur schmale, ausgesetzte Bergwege. Im Winter besteht in den Tobeln grosse Lawinengefahr.
In den letzten Kilometern vor Frutigen verbreitert sich die Talsohle und die Engstlige mäandert durch eine Auenlandschaft, die seit 1992 zu den Auengebieten von nationaler Bedeutung gehört.
Vom Engstligental führt der Otterepass hinüber ins Diemtigtal und der Golitschepass hinüber ins Kandertal.

## Erschliessung
Bis ins zwanzigste Jahrhundert hinein wurde das Engstligental nur durch einen Fussweg auf halber Höhe entlang der Ostflanke erschlossen, der 1884 zu einer Fahrstrasse ausgebaut wurde. Erst in den 1920er-Jahren wurde die gegenwärtige Strasse entlang der Engstlige gebaut.
Bis ins zwanzigste Jahrhundert wurde an der Westflanke Schiefer abgebaut. Heute sind im Engstligental neben Tourismus nur Landwirtschaft und Holzindustrie von wirtschaftlicher Bedeutung.

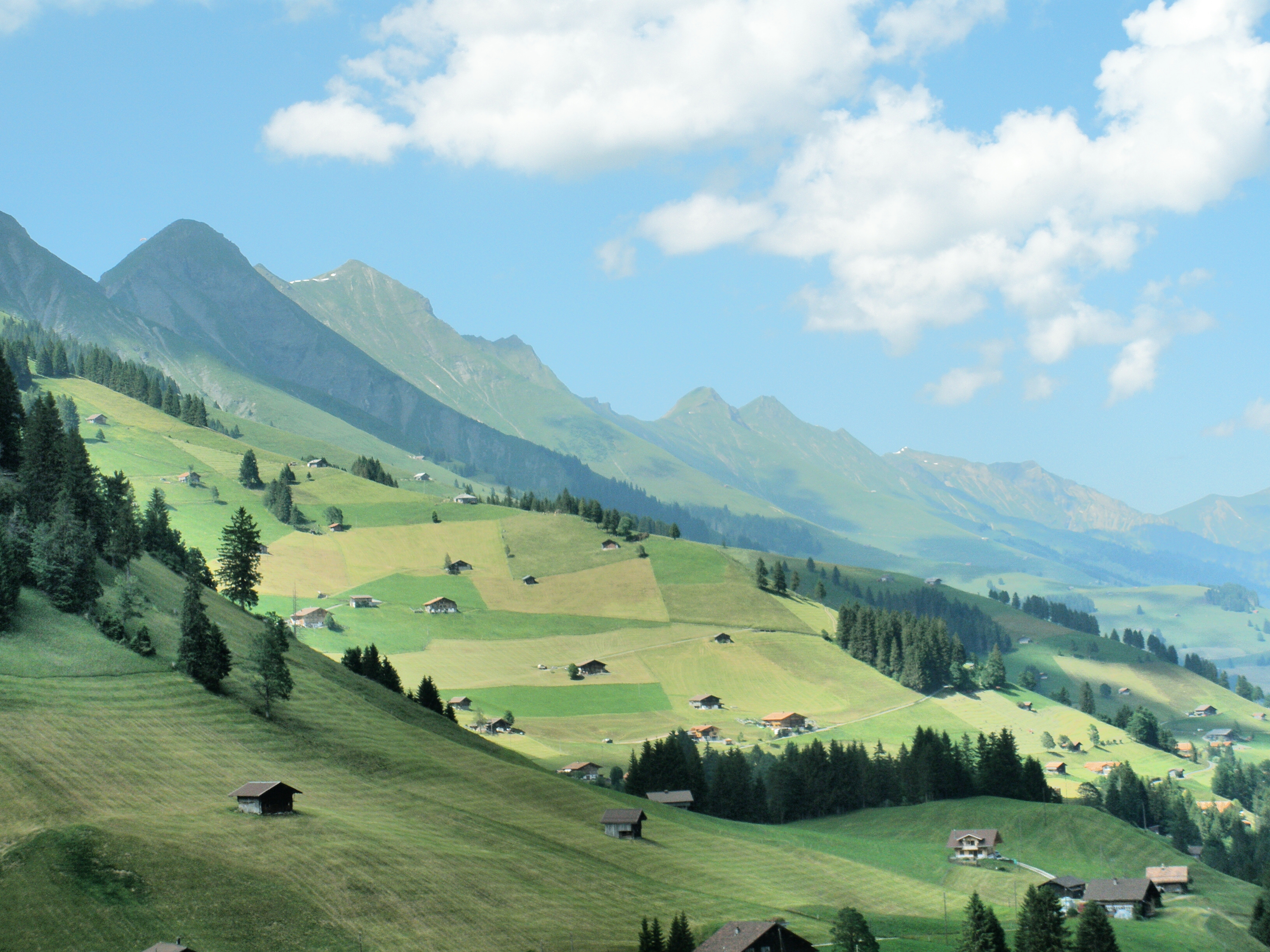
Spissen der Niesenkette
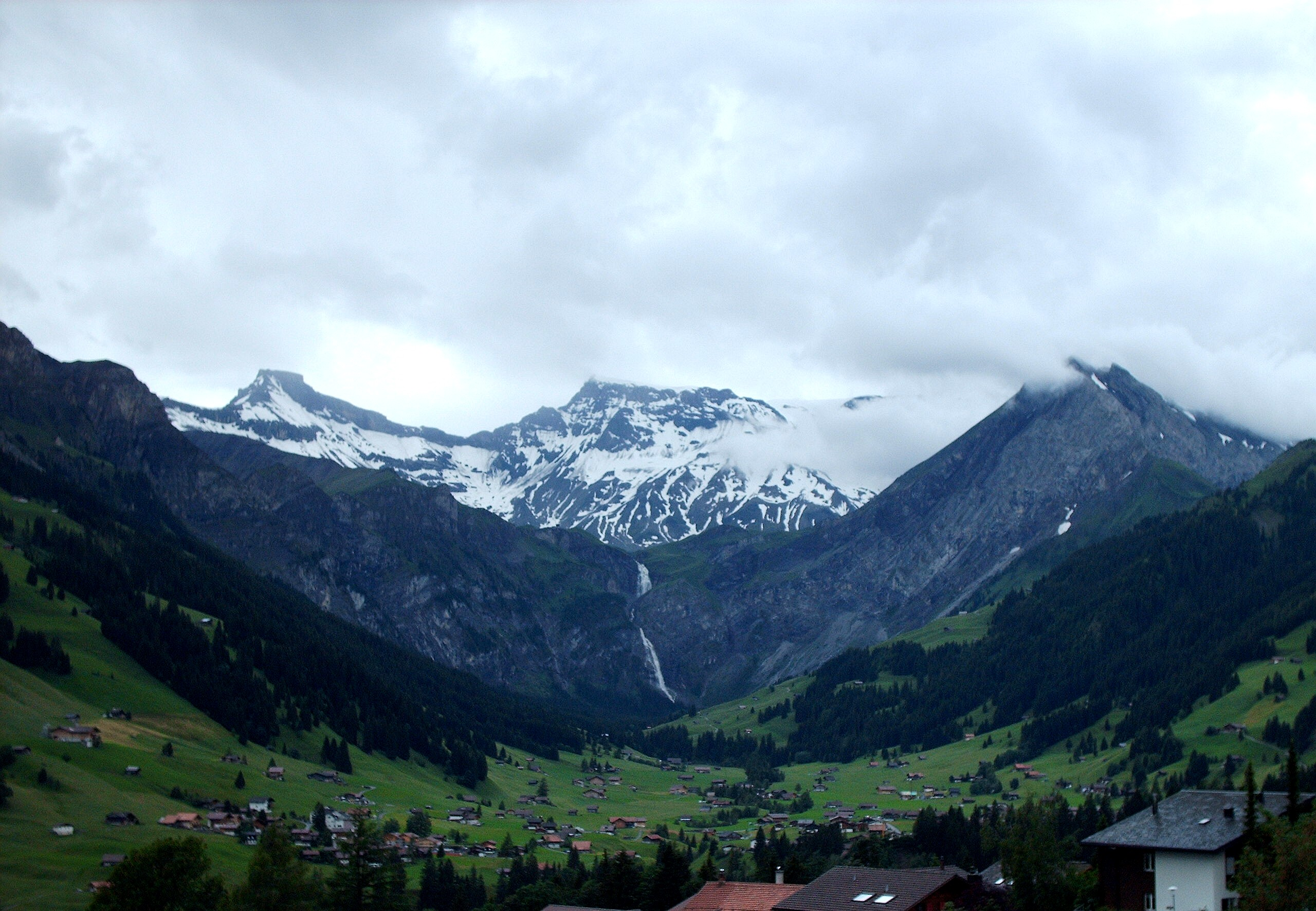
Oberes Engstligental und Engstligenfälle, gesehen von Adelboden
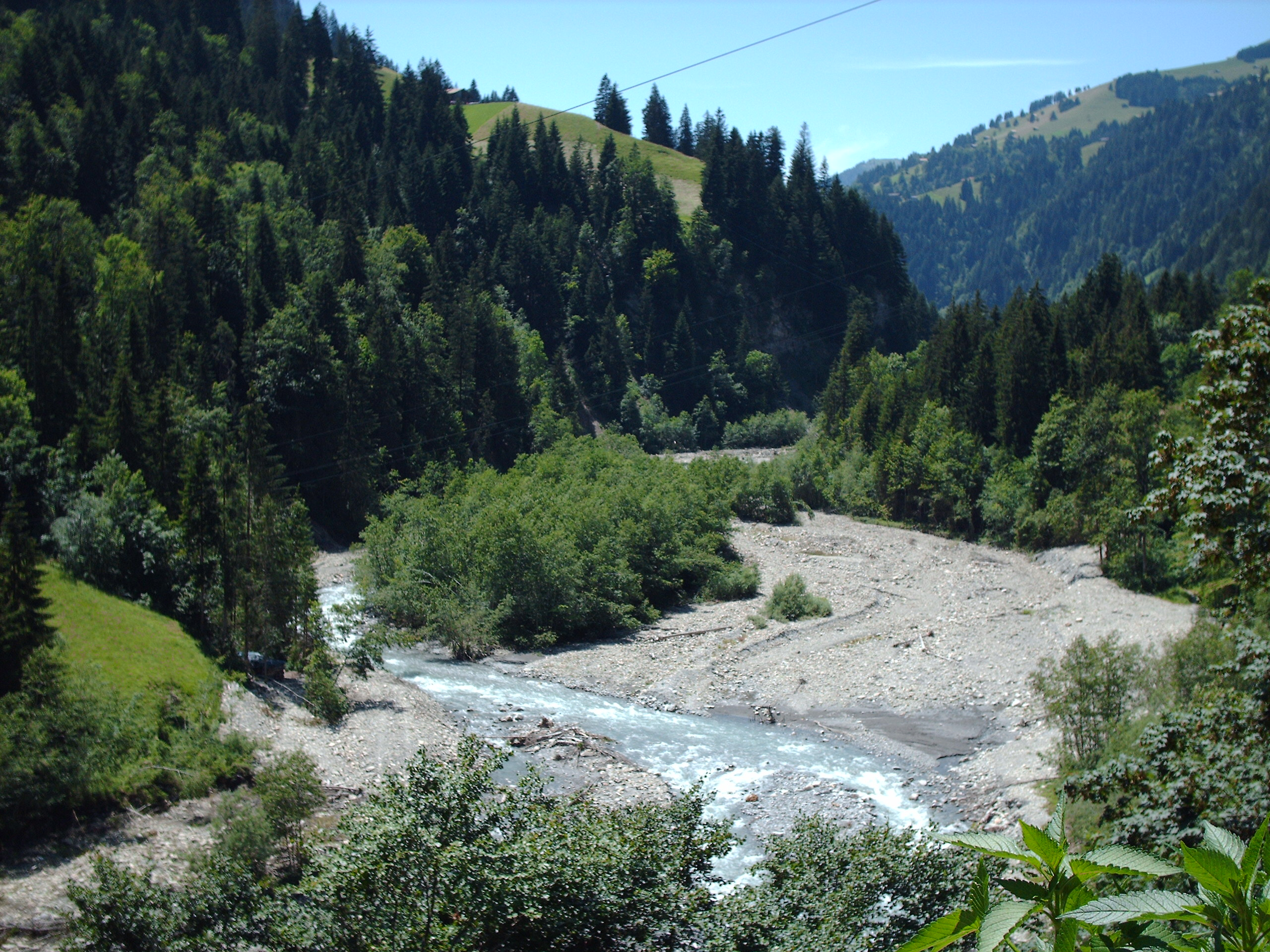
Auenlandschaft an der unteren Engstlige